# Telettra

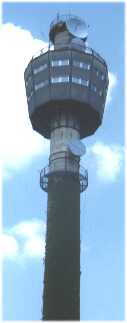
Tour de test des antennes et des ponts radio, sur le site principal Telettra de Vimercate, en Italie

Telettra SpA, acronyme de Telefonia, Elettronica, Radio, a été une des principales sociétés italienne spécialisée dans la conception et la fabrication de systèmes de télécommunications par faisceau hertzien.

## Histoire
La société a été créée en 1946 par l'ingénieur Virgilio Floriani (1906 Cison di Valmarino - 2000 Cernusco Lombardone) à Milan, avec un capital initial de 7 millions de £it. Elle débuta son activité avec une dizaine de collaborateurs. La société a connu immédiatement un beau succès commercial auprès des opérateurs publics de plusieurs pays, dont les réseaux de télécommunications avaient été détruits par la Seconde Guerre mondiale. En 1990, elle comptait deux sites industriels en Italie et un en Espagne et occupait presque 10.000 salariés. Telettra a déposé une multitude de brevets et inventions dans sa spécialité, les télécommunications. 
En 1957, Telettra et Olivetti créent la SGS - Società Generale Semiconduttori, qui deviendra indépendante et sera la plus importante entreprise italienne de dispositifs électroniques et donnera naissance, en 1987, au groupe STMicroelectronics après avoir intégré Thomson Semiconducteurs. 
En 1960, le site industriel principal de Telettra est créé à Vimercate, près de Monza. La société dispose de très nombreux ateliers de fabrication répartis en Italie : Gorgonzola, Trieste, Rieti, Chieti, Aicurzio, Concorezzo, San Giovanni in Persiceto, Rome et Bari, mais également à l'étranger, en Espagne à partir de 1966, au Brésil et Argentine en 1972, Norvège en 1976 et au Mexique en 1978. 
En 1967, Telettra réalise le premier pont radio PCM en Europe. C'est après le succès remporté par ce projet que le système des ponts radio à codification numérique pour les liaisons téléphoniques ont pris une très grande importance, jusqu'à l'avènement de la fibre optique en 1970 aux États-Unis et en Italie (NDR : la ville de Turin a été entièrement câblée en fibre en 1977, le projet de câbler en fibre le centre de Paris n'a commencé à être envisagé qu'en en 1980). 
En 1976, Virgilio Floriani vend la société au groupe Fiat qui va injecter de nouveaux capitaux en recherche et développement. Des liens de  coopération sont tissés avec des universités, des centres de recherches et les principaux opérateurs italiens et internationaux de téléphonie. 
Au cours des années 1980, les industriels italiens sont puissants et rachètent beaucoup d'entreprises étrangères mais ils savent qu'il leur faut être de bonne taille pour survivre. La possibilité de réaliser un grand pôle italien dans le secteur de l'ingénierie des systèmes de télécommunications en fusionnant les deux poids lourds italiens Telettra et Italtel, société du groupe STET, une des branches de la holding d'État IRI dirigée par Marisa Bellisario, pour créer un champion, Telit. Des tracasseries de nature politique vont retarder puis empêcher cette fusion et, en 1990, Gianni Agnelli, le patron du groupe Fiat, dans le cadre d'accords financiers avec Pierre Suard, PDG de la CGE, échange Telettra contre 67% de la CEAC - Compagnie Européenne d'Accumulateurs. Alcatel fusionne avec Telettra et la marque italienne disparaît. Fiat revendra CEAC en 1994 au groupe américain Exide.
En avril 2006, Alcatel fusionne avec le groupe américain Lucent Technologies pour créer Alcatel-Lucent, avec les spécialités de l'ex Telettra, mais pas la division satellites d'Alcatel qui est cédée à Thalès. Très vite, la nouvelle entité va connaître de grosses difficultés à la suite d'erreurs stratégiques de développement tardifs dans les nouvelles technologies et en 2015, Alcatel-Lucent est racheté par le finlandais Nokia.
Depuis 2016, le site historique Telettra de Vimercate est le principal site industriel de Nokia en Italie et le principal centre de R&D de Nokia en dehors de la Finlande et des Etats-Unis.

## Record mondial
La plus longue liaison réalisée au monde est celle qui relie Port Soudan au Soudan à Taif en Arabie Saoudite,  réalisée en 1979 par la société italienne Telettra, sur une distance de 360 km à travers la Mer Rouge entre les stations de "Jebel Erba", altitude 2 179 m (20°44'46,17" N 36°50'24,65" E, Soudan) et "Jebel Dakka", 2 572 m (21° 5'36,89" N 40°17'29,80" E, en Arabie Saoudite). Cette liaison fut construite sur la bande de 2 GHz, avec des transmetteurs d'une puissance de 10 W (HT2), et 4 antennes de 4,60 mètres de diamètre dans chaque station, montées sur des tours de 112 mètres de hauteur. Elle a permis la transmission de 300 communications téléphoniques plus un signal de télévision, en analogique (FDM).

## La première transmission HDTV digitale (1990)
En 1990, le groupement formé de RAI, Telettra, RTVE et de l'École Polytechnique de Madrid, dans le cadre du projet européen EUREKA 256 (EU-256), a mis au point un système de compression digital haute définition (HDTV) basé sur l'algorithme DCT (Discrete Cosine Transform), qui donnera naissance, cinq ans plus tard, au standard mondial de compression MPEG-2. Le système a été testé en première mondiale lors de la Coupe du monde de football Italia 1990 où ont été transmises, dans 8 salles en Italie et une en Espagne, les images en haute définition des matchs avec les systèmes HDTV 1125/60i/16:9 et 1250/50i/16:9 trasmises via le satellite Olympus, satellite européen pour l'expérimentation des technologies de transmission, lancé en 1989, et a cessé de fonctionner après de nombreux incidents techniques, en 1993. À la suite de ce projet pleinement réussi, Telettra a réalisé les premiers systèmes de transmission digitale terrestre de télévision sur des liaisons en fibres optiques standard, destinés à la distribution interne du signal entre les centres de production pour la post-élaboration avant la transmission effective aux téléspectateurs. 
La cession de Telettra à Alcatel a eu comme conséquence immédiate, parmi tant d'autres, l'arrêt du développement de ces études et de tous les projets qui étaient liés, attendu qu'Alcatel ne croyait pas à ce type de révolution technologique.

## Principales contributions de Telettra1946-1989
- 1946 - Création de la société Telettra SpA,
- 1947 - Monocanaux à fréquences porteuses (PA5-PT5),
- 1948 - Monocanaux à Courants porteurs en ligne (PTR12),
- 1949 - Liaison expérimentale Stradella (province de Pavie) - Turin par pont radio à 150 MHz multicanaux FDM, le 1er en Italie (CH1-M),
- 1950 - Multiplexage 12 canaux FDM sur une ligne aérienne (PS1); liaison expérimentale Milan - Stradella - Piacenza en Faisceau hertzien à 600 MHz,
- 1951 - Multiplexage 12 canaux FDM - 2ème génération (PS12),
- 1952 - Liaison à 24 canaux FDM Florence - Poggio Corni - Lucca en faisceau hertzien 1.5 GHz à triodes planaires (H5)
- 1953 - Multiplex 12 canaux FDM mixte en ligne aérienne et câble coaxial, une 1re en Europe,
- 1954 - contrat pour créer un réseau grande distance en Turquie (PS12-PS3-TAF24),
- 1955 - lancement de la première unité de production de semi-conducteurs au germanium; liaison 60 canaux FDM Milan-Côme-Sondrio, en faisceau hertzien 6 GHz, une première en Europe avec répéteurs passifs (H8),
- 1957 - Création de la société SGS (Telettra et Olivetti) pour la production industrielle de semi-conducteurs; Multiplex 12/24 canaux FDM transistorisé,
- 1960 - Faisceau hertzien TV/960 canaux FDM avec Tube à ondes progressives,
- 1961 - Multiplex 960 canaux FDM transistorisé,
- 1962 - Multiplex 24 canaux PCM, le 1er en service en Europe (DT24),
- 1963 - Faisceau hertzien TV installé en Irlande (H12),
- 1964 - Multiplex 960 canaux FDM 2ème génération selon la norme ISPT (PST2); Système intégré expérimental pour 250 abonnés, le 1er en Italie (SINTEL),
- 1965 - Faisceau hertzien 1.800 canaux FDM avec semi-conducteurs (HT12),
- 1967 - Faisceau hertzien 2 Mbit/s - 24 canaux - PCM - 13 GHz, le 1er en service en Europe pour la transmission numérique (H17),
- 1968 - Système de ligne transistorisé à 300 canaux FDM par câble coaxial, une 1re mondiale, conçu et produit en Italie,
- 1969 - Système informatisé de supervision; autocommutateur de transit pour réseaux privés (AE),
- 1970 - Répéteur radio entièrement à micro-ondes pour 960 canaux FDM, le 1er au monde avec consommation ultra faible (IR-20); système de communication terre-train par CPL à travers la ligne de traction, technique unique au monde,
- 1971 - Système de ligne à 2.700 canaux FDM en câble coaxial (ACX-2700),
- 1972 - Faisceau hertzien 34 Mbit/s - 480 canaux - PCM - 13 GHz; dispositif anti-réfléchissant à 2 antennes radioélectriques pour les tronçons sur la mer (Grèce),
- 1973 - Réseau principal Papua-Nouvelle Guinée avec répéteurs radio IR-20,
- 1974 - Système avec ligne 8 Mbit/s - 120 canaux PCM avec câble coaxial,
- 1976 - Centrale numérique pour phonie et données (AFDT), la 1re en service en Italie; système 10.800 canaux FDM avec câble coaxial,
- 1977 - Centrale électronique pour 1.000 abonnés avec division de l'espace dans un container (DST),
- 1978 - Fourniture de stations radio en container pour la liaison principale de 2.700 km BAM en URSS (HT4); fourniture de 140 stations HF1000W à l'Armée de terre italienne,
- 1979 - Faisceau hertzien sur 360 km sur la Mer Rouge, record mondial de distance (voir ci-dessus)[4],
- 1980 - Liaison à 140 Mbit/s - 1920 canaux PCM en fibre optique à Rome,
- 1981 - Centrale numérique de transit de Khartoum au Soudan, 1re exportation d'une centrale numérique stratégique italienne; faisceau hertzien  expérimental à 140 Mbit/s 16QAM pour Azienda di Stato per i Servizi Telefonici (it) (ASST),
- 1982 - Réseaux spécialisés pour données numériques en Australie; prototype d'un système réceptif et transmetteur VHF avec protections ECCM avancées,
- 1983 - Installation pour la conception et la production de dispositifs à l'Arséniure de gallium; production en série de systèmes de transmission par faisceaux hertziens 140 Mbit/s - 1920 canaux PCM (HTN),
- 1984 - 1re connexion numérique avec un Réseau numérique à intégration de services expérimental à Bologne; liaison 565 Mbit/s 7.680 canaux PCM par câble entre Milan et Bergame,
- 1985 - Systèmes 2/8/34 Mbit/s par fibre optique pour l'opérateur téléphonique public historique italien, SIP, (transformé en Telecom Italia en 1994); mise en service d'un dispatcheur pour ENEL (l'EDF italien),
- 1986 - Systèmes 140 Mbit/s par fibre optique pour SIP; terminal téléphonique mobile pour le réseau de téléphonie mobile public italien (RMA 450); concentrateur numérique eloigné (MC240); transmission numérique TV à 140 Mbit/s et multiplex de l'abonné à 2 Mbit/s pour SIP,
- 1987 - Systèmes 565 Mbit/s par fibre optique pour SIP,
- 1989 - Système expérimental Terre-Train CPL pour fournir les services de téléphonie publique à bord des trains italiens, en collaboration avec Ferrovie dello Stato Italiane et SIP - Società Italiana per l'Esercizio Telefonico. (les premières cabines de téléphone seront installées danbs tous les trains italiens dès 1990),
- 1989 - Développement du premier Add-Drop Multiplexer (it) STM-1 avec technologie SDH (ce projet a été interrompu par Alcatel après avoir intégré Telettra).

## Sources et bibliographie
- Histoire de Telettra sur le site de l'École Ingénierie & Architecture de Bologne, par Guido Vannucchi le 21 mai 2013 - en italien